# نه‌یاگاوا، اوساکا
نه‌یاگاوا در استان اوساکا در کشور ژاپن  واقع شده‌است  که دارای جمعیت ۲۳۹٬۰۲۹ نفر و مساحت ۲۴٫۷۳ کیلومتر مربع با تراکم جمعیت ۹٬۶۶۶  نفر در کیلومترمربع است و در تاریخ ۳ مه ۱۹۵۱ به عنوان شهر شناخته شد.